# Maya Al-Hayat
Maya Abu Al-Hayat (1980) es una novelista, poeta, narradora y traductora palestina, nacida en Beirut. Ha publicado tres novelas y tres colecciones de poesía. Sus libros han ganado reconocimiento mundial y algunas de sus historias han sido traducidas a diferentes idiomas. Abu Al-Hayat también trabajó como actriz y dirigió el Taller de Escritura Palestina. Abu Al-Hayat desempeñó un papel destacado en la literatura infantil, escribiendo y presentando programas de televisión para niños, incluido "Iftah Ya Simsim", y se distinguió por escribir cuentos para niños.

## Trayectoria
Maya Abu Al-Hayat nació en Beirut, Líbano en 1980, pero creció en Jordania. Su madre es libanesa y su padre palestino.En 2003, se licenció en ingeniería civil en la Universidad Nacional An-Najah de Naplusa.
Vivió en Amán (Jordania) y Túnez (Túnez) antes de establecerse en Jerusalén con su familia. Se mudó a Jerusalén en 2008. Vive en Jerusalén con su marido y sus tres hijos.
Su vida profesional comenzó como ingeniera civil.
Más tarde trabajó como narradora y actriz. Interpretó un papel en la película "Amor, robo y otros problemas" dirigida por Muayad Alyan.También dirigió la Asociación de Escritura Palestina, que se especializa en fomentar la lectura mediante la organización de programas para enseñar escritura creativa y también produce cuentos para niños y jóvenes. Además, dirigió el Taller de Escritura Palestina.
Ha escrito novelas, colecciones de poesía y libros para niños. Se convirtió en directora del Taller de Escritura Palestina en 2013. Ha escrito varios cuentos para niños, incluido el libro premiado El estanque azul de las preguntas.
Ha escrito novelas, poesía y cuentos para niños. Publicó su primera novela, "The Sugar Beans", en 2004, seguida de su primera colección de poesía, "What She Said About It", en 2007.Hizo sus contribuciones al campo de la literatura infantil, escribiendo para varios programas de televisión para niños, entre ellos Barrio Sésamo (versión árabe, iftah ya simsim ), y produjo con ellos una serie de cuentos, entre ellos "Masouda", "La Tortuga" y "Kiki y Coco en la Clínica". Presentó programas infantiles como "Farhan and Friends" durante varios años en Palestina TV. Un par de cuentos de Maya se han traducido en otros idiomas, incluido "The Bedtime Story" en sueco y "The Pool of Blue Question" en inglés. La propia Abu Al-Hayat también ha traducido varias novelas internacionales al árabe, entre ellas "Kolka" de Bengt Olson, "El viejo que rompió todas las barreras" de Catherine Engelman y "El pájaro rojo" de Astrid Lindgren.
Su trabajo ha aparecido en Los Angeles Review of Books, Cordite Poetry Review, The Guardian y Literary Hub. Sus escritos han sido traducidos al inglés, francés, alemán, coreano y sueco.
Es la editora de The Book of Ramallah, un libro de cuentos publicado por Comma Press en su serie Reading the City. Ella describió a Ramallah de la siguiente manera: "Es una ciudad, pero también una burbuja".

## Obras

### Novelas
- (2004), “Habat Min Alsukar” (Perlas de azúcar): Casa Palestina de la Poesía. Ramallah[20]
- (2011), “Ataba Thakeelat Alruh” (Umbral del alma pesada): Fundación Ugarit.
- (2014), “Heen Yaood Abi- Almarhala Alsadisa- Mubtadi” (Cuando mi padre regresa – la sexta etapa – un principiante): Asala Publishing. Beirut
- (2016), “Fasateen Baitiya Wa Hurub” (Vestidos de hogar y guerras): Al Ahlia para publicación y distribución. Ammán
- (2017), “La Ahad Yarifu Fiata Damih” (Nadie sabe su tipo de sangre): Dar Al-Adab. Beirut
- (2018), "Glitter": La Biblioteca de Publicaciones del Mediterráneo. Bagdad

### Cuentos infantiles
- (2011), “Kisas Ma Kabla Alnaowm” ( Un cuento antes de dormir): Instituto Tamer para la Educación Comunitaria. Ramallah
- (2015), “Mas'ouda Al-Sulfa'ah” (La tortuga Masouda): Al-Hodhud para publicación y distribución. Dubái
- (2015), “Kiki Wa Kuku Fi Aliyada” (Kiki y Coco en la clínica): Al Hodhud para Publicación y Distribución. Dubái
- (2016), Taller de escritura palestina “Birkah Alasila Alzarka” (La bendición de las preguntas azules). Ramallah. Biblioteca de Publicaciones del Mediterráneo. Bagdad
- (2016), “Falful Fi Baet Algul” (Falful en la casa del demonio): Taller de escritura palestina. Ramallah
- (2016), “Asila Fi Hakibat Alsafar” (Preguntas en una bolsa de viaje): Asociación Cambio. 2016
- (2017), Asociación Tagyeer “Bashour” (Bashour)
- (2017), “Tabakhat Alkalimat” (El cocinero de las palabras), Asociación Tagyeer
- (2020), "Waleed"

### Libros de poesía
- (2007), “Ma Kalathu Fih” (Lo que ella dijo al respecto): Publicaciones de la Casa Palestina de Poesía
- (2012), “Tilka Alibtisama... Thalika Alkalb” (Esa sonrisa... ese corazón: Raya Publishing and Translation. Haifa

### Traducciones
- (2012), “Altair Alahmar” (El pájaro rojo): Astrid Lindgren. Fundación Tamer para la Educación Comunitaria[21]
- (2017), “Kolka” : Bengt Olson. Dar Al Mona. Guiza[2]
- “Alajuz Alati Kasarat Kul Alhawajiz” (El viejo que rompió todas las barreras): Catherine Engelman. Publicación Al Mona, Giza[2]

## Becas
Maya recibió la beca “Horizons” del Fondo de Cultura Árabe por la novela “Nadie sabe su tipo de sangre, 2011.

## Premios
- 2005 Premio Joven Escritor Creativo, Ministerio de Cultura[23]
- 2006 Premio al Joven Escritor de Poesía, Fundación AM Qattan[4]
- 2016 Mejor ilustración (en El lago azul de las preguntas ), Premio Etisalat de literatura infantil árabe[24]

## Apariciones
- El Libro de Ramallah, Festival de las Artes Árabes de Liverpool, 3 de marzo de 2021
- "Leyendo la ciudad : El libro de Ramallah", 16 de marzo de 2021